# Burgstein
Burgstein è un comune di 1.954 abitanti della Sassonia, in Germania.
Appartiene al circondario (Landkreis) del Vogtland (targa V) ed è parte della comunità amministrativa (Verwaltungsgemeinschaft) di Weischlitz.

## Storia
Il 1º gennaio 1999 al comune di Burgstein venne aggregato il comune di Dröda.